# Торгу
Торгу (ест. Torgu vald) — волость в Естонії, у складі повіту Сааремаа.

## Положення
Площа волості — 126,44 км², чисельність населення на 2006 рік становила 346 осіб. 
Адміністративний центр волості — село Іїде. Всього у волості 22 села: Ііде (Iide), Йямайа (Jämaja), Кааві (Kaavi), Каргі (Kargi), Карусте (Karuste), Кауніспе (Kaunispe), Лаадла (Laadla), Ліндметса (Lindmetsa), Лиуриллу (Lõupõllu), Лябара (Läbara), Люлле (Lülle), Маантее (Maantee), Миісакюла (Mõisaküla), Минту (Mõntu), Мяебе (Mäebe), Мясса (Mässa), Охессааре (Ohessaare), Соодевахе (Soodevahe), Сяяре (Sääre), Таммуна (Tammuna), Тюрйу (Türju), Хянга (Hänga).